# 希伯來人
希伯來人（希伯來語：‎；標準希伯來語：ʿIvrim；提比里亞發音：ʿIḇrîm）（又作עבריים；標準希伯來語：ʿIvriyyim；提比里亞發音：ʿIḇriyyîm）自按《圣经·旧约》稱“以色列人”。他們在公元前11世紀建立了以色列王國，首位國王是掃羅王，第二位是大衛王，第三位国王是大衛王之子所羅門。所羅門王在位时期國力鼎盛，呈現前所未有的繁榮景象，所羅門王死後，國家分裂成以色列（北国）和猶大（南国）兩個國家。西元前722年以色列王國被亞述人征服，西元前586年猶大王國被加爾底亞人滅。
在公元前13世紀，希伯来人定居在迦南。他们使用迦南人的语言，尽管他们的文化有别于本地迦南人的文化。这两种文化的区别是一个激辩中的问题。而且这个问题在宗教方面非常敏感。

## 語源
希伯來人的名稱源自希伯（Eber）。根據《创世记》第10章第22-24节，希伯是挪亞的玄孫、閃的曾孫、亞法撒的孫子。

## 族源
《阿马尔纳信札》被成功解读后。若干学者急切地判定信札中谈到的“哈比鲁人”（Habiru）就是希伯来人。特别是信札中的“哈比鲁人”被称作游牧民、袭击者和歹徒。这与圣经旧约（約書亞記）中，对受约书亚领导征服迦南的希伯来人的相关描述特别契合。
如此的结论被证明是草率的。随后的研究，结合了语言学的方法，并对其他古代文明的文献提到的“哈比鲁人”进行了考察。现在一般认为，“哈比鲁人”指的是一群集合起来的无国家的流亡者。他们形成了一种独特的文化，却不是一个入侵迦南的强大部落。
实际上，根据圣经旧约的描述来确定“哈比鲁人”是否等同于希伯来人也许是不科学的。
另一种理论认为，希伯来人就是古埃及文献中神秘的所谓喜克索斯人。喜克索斯人属于塞姆语族（闪米特人）。他们不断地移居埃及。最终武力夺取了衰落的法老的权力。喜克索斯人在几百年后被驱逐出埃及。与圣经旧约中的希伯来人寄居埃及的相关描述（比如寄居的时间）符合。
实际上，正是底比斯第十七王朝的雅赫摩斯一世（希伯来语中的“阿摩西斯”），顺尼罗河而下收复孟斐斯，驱逐喜克索斯人。与圣经旧约的描述截然相反，雅赫摩斯是喜克索斯人的敌人，是他用武力将喜克索斯人逐出埃及。一个引人好奇的事实是埃及第十五王朝的六个喜克索斯人统治者中的第三位名叫雅各伯赫（Yaqob-her），与圣经旧约中的希伯来人的族长雅各（Jacob）相似。当然这可能是一个比较常用的名字。但仍然与圣经旧约形成了对比，也许最终我们会发现雅各不仅是希伯来人的族长，同时是埃及的法老。
在希伯来文化中保存了很多迦南和两河流域的文化因素。比如圣经旧约中挪亚方舟的故事与苏美尔人的朱苏德拉、烏特納匹什提姆故事。后者的故事中有方舟，神灵因为愤怒而释放大洪水，嫉妒的神恩利爾（巴比伦语Enlil，迦南语El）以及反对他的智慧神恩基（巴比伦语Ea）。
文献资料显示希伯来人居住在村落，饲养牲畜。周期性地将牲畜移往更干燥的不适宜耕种的地区放牧。这种方式就被称为“季节性牲畜移动”。因此很多学者认定希伯来人不过是迦南人罢了，他们居住在迦南地条件艰苦的山区。长时间以来与其他迦南人隔绝，因此有了独特的发展道路，其中包括崇拜El神更甚于Hadad神。
以上的关于希伯来人起源的说法可能都部分地正确。也许真实情况是这样：有一群被隔绝的迦南人设法山区定居。山区在迦南地东部是主要地形。他们吸收了其他的迁徙群体诸如“哈比鲁人”。文化融合使他们获得了不同于以往的特性。后来，这个组合而成的部落与迦南人截然不同。他们移居埃及，成为了埃及文献中统治埃及的喜克索斯人。在他们被驱出埃及回到迦南地的时候，他们自认与迦南人无任何关系。正如他们已经迥异于他们的祖先。以上的理论各有其支持者和批评者，相互之间并不是绝对排斥的。

## 十二支派
术语“十二支派”指《希伯来圣经》中族长雅各（后来改名“以色列”。有基于文本研究的假设认为，这个改名是一位旧约编辑者的尝试。）的后裔。希伯来人也被用来指称雅各的后裔。圣经旧约记载雅各有十一个儿子。土地就在他们之间分，除了约瑟，他的份由他的两个儿子分。利未的后代专职做祭司，不分土地。因此，圣经上希伯来人由十二支派（占有土地的十二个部落）组成。
当代的犹太人仅仅是十二支派中的少数几支的后裔。犹大支派、便雅悯支派和利未支派（专做祭司的支派，在犹大国和以色列国不拥有土地，与其他支派不同）的一部分，即原来南部犹大国的后代，被犹太人和很多基督徒视为当代犹太人的祖先。有人认为西缅支派也是当代犹太人的祖先，这是因为认为当时西缅支派已经完全被犹大支派所吸收。十二支派其余的那些支派属于北部以色列国，在北国以色列被亚述帝国征服后，被流放，这就是所谓的“以色列消失的十支派”。
某些基督教团体有时使用希伯来人这个术语来指称耶稣出生前的犹太人，与耶稣出生后的犹太人作区分。这种区分来源于基督教的观点，即犹太人拒绝承认耶稣是他們的彌賽亞或救世主时，他们原獨有的上帝选民身份转移到全世界的基督徒身上。这种划分方法不为犹太人所接受。
1948年现代以色列建国后，认为要团结流落到全世界所有本民族的人，所以他们采取了以色列为国名，没有采用犹大作为国名，自称为希伯來民族，而不是犹太民族。但居住在以色列的人不等於所有犹太人，而犹太人这个名词已经被世界各地广泛接受。

## 發展
希伯來人的來源並不清楚，根據他們的文獻傳說「亞伯拉罕是最早的先知出生於烏爾城，烏爾城沿著河流建造是一座帝國城市，信奉美索不達米亞的諸神，後來在摩西的帶領下趕走當地的民族，到達應許之地在此定居。」目前唯一的旁證只有舊約的故事但年代相差700年。在西元前1200年法老麥倫在石碑中，留下他征服了居住在今天以色列山區的民族「以色列成為廢墟一無所存」，這些人的文化和迦南人相似有相似的器具、房屋和文字崇拜相似的神靈稱為埃爾。希伯來人有十二支派生活在此，一部分曾經是沙漠民族起源於阿拉伯半島，後來不斷遷移。「希伯來」的意義是對岸的人，也就是幼發拉底河對岸的人。3000年前以色列建立王國當時的王室大衛和所羅門擊敗了沿海的菲利士人，當時上層的人發展了一種規範「在全知的上帝永恆注視下，才會公平和平。」等到了西元前800年分裂成北方的以色列撒瑪利亞和南方猶大耶路撒冷，西元前722年北方王國被亞述帝國征服十一個支派被消滅兩萬五千人被放逐，20年後南方猶大被征服，隨後新的侵略者巴比倫人到來第一次侵入國王和一萬人被俘送到尼尼維，西元前586年第二次侵入圍攻數月使城市爆發飢荒造成人吃人，隨後毀滅耶路撒冷兩萬人被俘送到巴比倫。也就是有名的「巴比倫之囚」猶太人拒絕融入巴比倫（當時中東的世界中心），他們的祭司認為自己必須與外族人不同，割禮、不吃豬肉、禱告和修飾宗教書籍，加強了猶太民族的認同感。非猶太人和非自稱基督教徒的有些人抱持這種觀點：他們認為所謂的希伯來聖經，許多取材兩河流域，大洪水則被認為是參考了美索不達米亞的神話，巴別塔故事源自當地傳說，並在流放過程中希伯來人形成一種上帝的概念，傳到了世界各地。雖然更早的波斯索羅亞斯德教也有相似的概念，但這些宗教沒有離開發源地，4年後波斯的居魯士大王擊敗巴比倫人釋放希伯來人返回故鄉，希伯來人「創造」的一神論對世界宗教史的貢獻對世界的影響至今仍在展現。
至於猶太人的認知裡面，他們並沒有創造一神信仰，而是被啟示，是由塔木德sanhedrin.94a 裡面提到的那位：「被任命監管世界的天使」，卻同時被稱為「神」的那位和至高主說話的「正義」（或譯公義），即是指以色列的保衛者。

## 外部連結
- （页面存档备份，存于）

古代希伯來語組織研究網站。
- （页面存档备份，存于）

聖經研究文獻及各種論文(點選舊版可查詢全部)